# Ivanusjki International

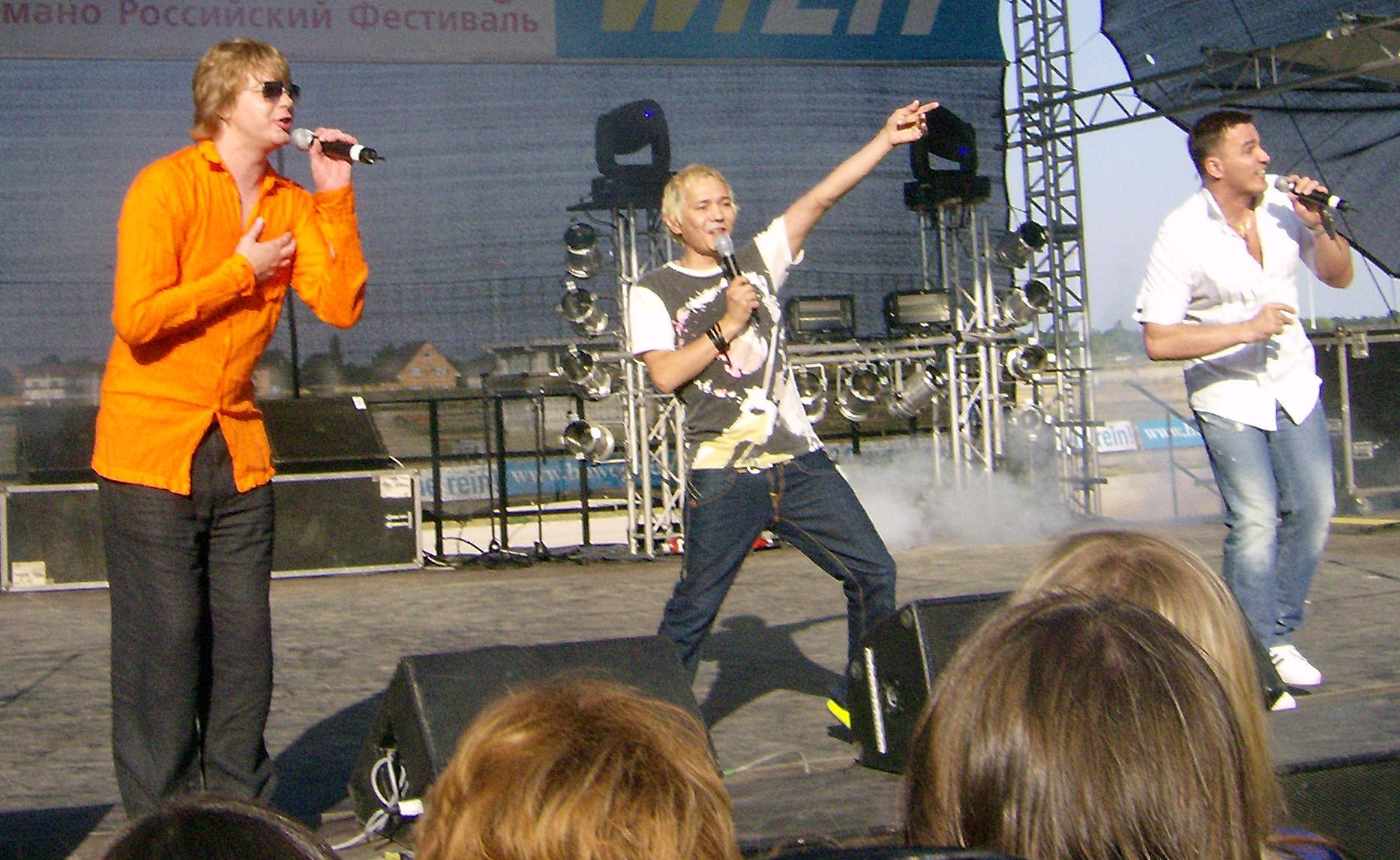
Ivanushki International på scen i Berlin, 2008

Ivanusjki International (ryska: Иванушки International) är ett popband från Ryssland, grundat i Moskva 1995.
De hade flera namn innan de fastnade för Иванушки International, där Иванушки (Ivanushki) symboliserar deras ryskhet (betyder "Ivan:arna"), medan International skrivet med latinska bokstäver står för deras internationella influens.
Debutalbumet Конечно он (Konjetjno on, Självklart han) släpptes 1996 med tre 80-talscovers men främst eget material, bland annat de fyra låtarna "Тучи" (Tutji, "Moln"), "Колечко" (Koletjko, "Ringen"), "Где-то" (Gdje-to, "Någonstans"), and "Она" (Ona, "Hon") som blev hits i Ryssland.

## Diskografi
- Конечно он (Konjetjno on, Självklart han, 1996)
- Конечно он Remix (1997)
- Твои письма (Tvoi pisma, Ditt brev, 1997)
- Игорь Сорин. Фрагменты из жизни (Fragmenti iz zjizni, Igor Sorin. Fragment från livet, 1999)
- Об этом я буду кричать всю ночь (Ob jetom ja budu kritjat vsiu notj', Om detta ska jag ropa hela natten, 1999)
- Подожди меня… (Podozjdi menja, Vänta på mig, 2000)
- Ivanushki.Best.Ru (2000) — Samlingsalbum
- Олег Андрей Кирилл (Oleg Andrej Kirill, 2002)
- 10 лет во вселенной (10 let vo vsjelennoj, Tio år i universum, 2005)